# Caspar Detlef Gustav Müller
Caspar Detlef Gustav Müller (* 19. Juli 1927 in Berlin; † 24. Januar 2003 in Bonn) war ein deutscher Koptologe und Religionshistoriker.

## Leben
An der Universität seiner Geburtsstadt studierte er zunächst Orientalistik, Ägyptologie bei Fritz Hintze, evangelische Theologie und Amerikanistik.
1949 wechselte er an die Ruprecht-Karls-Universität in Heidelberg. Dort führte er sein Studium bei dem Kirchenhistoriker Hans von Campenhausen fort. Mit seiner Dissertation Die alte koptische Predigt wurde er zum Dr. theol. promoviert. Als Mitarbeiter der Heidelberger Akademie der Wissenschaften legte er 1959 sein Habilitationsschrift Die Engellehre der koptischen Kirche vor. 1966 erhielt er die Lehrerlaubnis für Kirchengeschichte, insbesondere des christlichen Orients.
1976 wurde er an die Rheinischen Friedrich-Wilhelms-Universität Bonn berufen. Dort übernahm er 1979 den am Orientalischen Seminar neu geschaffenen Lehrstuhl für die Wissenschaft vom christlichen Orient. 1993 wurde er emeritiert.

## Schriften (Auswahl)
- Die alte koptische Predigt. Versuche eines Überblicks. Hessische Druckerei, Darmstadt 1954, OCLC 831065294 (zugleich Dissertation, Heidelberg 1953).
- Die Engellehre der koptischen Kirche – Untersuchungen zur Geschichte der christlichen Frömmigkeit in Ägypten. Harrassowitz, Wiesbaden 1959, OCLC 422026477 (zugleich Habilitationsschrift, Heidelberg).
- Kirche und Mission unter den Arabern in vorislamischer Zeit. Antrittsvorlesung. J.C.B. Mohr, Tübingen 1967, OCLC 8518574.
- als Herausgeber: Benjamin I. Patriarch von Alexandrien: Die Homilie über die Hochzeit zu Kana und weitere Schriften (= Abhandlungen der Heidelberger Akademie der Wissenschaften, Philosophisch-Historische Klasse. Jahrgang 1968, Abhandlung 1). Winter, Heidelberg 1968, OCLC 64538867.
- Grundzüge des christlich-islamischen Ägypten von der Ptolemäerzeit bis zur Gegenwart (= Grundzüge. Band 11). Wissenschaftliche Buchgesellschaft, Darmstadt 1969, OCLC 615148317.
- Geschichte der orientalischen Nationalkirchen (= Die Kirche in ihrer Geschichte. Lieferung D,2. Band 1). Vandenhoeck und Ruprecht, Göttingen 1981, ISBN 3-525-52314-9.
- als Herausgeber: Märchen aus Äthiopien. Diederichs, München 1992, ISBN 3-424-01092-8.